# Guerra di Carinzia
La Guerra di Carinzia, conosciuta anche come conflitto carinziano, fu uno scontro armato tra forze austriache locali e unità slovene del neonato Regno dei Serbi, Croati e Sloveni (futuro Regno di Jugoslavia), combattuto tra il novembre 1918 e il giugno 1919. Il conflitto ebbe origine dalla disputa sul possesso della parte meridionale della Carinzia, una regione multietnica a cavallo del confine austro-sloveno.

## Contesto storico
Con la sconfitta dell'Impero austro-ungarico nella Prima guerra mondiale, l’assetto territoriale dell’Europa centrale fu messo in discussione. Tra le molte regioni contese vi era la Carinzia, situata nel sud dell'attuale Austria, abitata da una popolazione mista di lingua tedesca e slovena.
Alla fine del 1918, lo Stato degli Sloveni, Croati e Serbi — proclamato il 29 ottobre 1918 — si unì al Regno di Serbia, formando il Regno dei Serbi, Croati e Sloveni. Le autorità slovene rivendicarono la parte meridionale della Carinzia, specialmente la valle del fiume Drava, per motivi sia etnici sia strategici.
L’Austria tedesca, sorta dalle ceneri dell’Impero, rivendicava a sua volta l’integrità della Carinzia, considerandola una regione storicamente austriaca.

## Svolgimento delle operazioni militari

### Prima occupazione slovena (novembre 1918)
Nel novembre 1918, mentre l’Impero austro-ungarico si disgregava, forze slovene avanzarono nella Carinzia meridionale occupando località strategiche come Völkermarkt, Bleiburg e Ferlach. Gli sloveni giustificavano l’intervento con la necessità di proteggere le popolazioni slave locali, temendo una possibile annessione forzata all’Austria.
Le forze austriache erano inizialmente disorganizzate, ma cominciarono a riorganizzarsi sotto il comando del maggiore Hermann Hölzl e del colonnello Rudolf Towarek.

### Controffensiva austriaca (gennaio–giugno 1919)
Nei primi mesi del 1919, esplosero scontri armati su vasta scala. Le truppe austriache riconquistarono Klagenfurt e altre aree contese. I combattimenti culminarono nel maggio-giugno 1919 con una significativa offensiva austriaca che riuscì a respingere gran parte delle forze slovene oltre il confine prebellico.
Gli scontri non coinvolsero solo unità regolari, ma anche milizie locali carinziane e volontari, alcuni dei quali ex-combattenti del fronte italiano. La guerra assunse anche un carattere etnico, con episodi di repressione e intimidazione reciproca.

## Intervento della Conferenza di Pace
La Conferenza di pace di Parigi (1919) intervenne sulla questione, inviando una commissione per valutare la situazione sul campo. La commissione, dopo aver visitato la zona, suggerì lo svolgimento di un plebiscito in alcune aree a popolazione mista.

## Il plebiscito della Carinzia
Il Plebiscito della Carinzia si tenne il 10 ottobre 1920 e fu suddiviso in due zone: la zona A, a sud di Klagenfurt, e la zona B, comprendente l’area più settentrionale.
- Nella zona A, dove la popolazione slovena era maggioritaria, il 59% degli elettori votò per rimanere in Austria[4]. Questo risultato fu in parte dovuto alla campagna austriaca che sottolineava la maggiore stabilità economica e politica del nuovo Stato austriaco.
- Il voto nella zona B non fu mai necessario, dato che la vittoria austriaca nella zona A rese il voto superfluo.

Il risultato fu riconosciuto dalla comunità internazionale, e l’area rimase parte dell’Austria, sebbene con l’impegno (in parte disatteso) di garantire i diritti culturali e linguistici della minoranza slovena.

## Conseguenze
- La guerra di Carinzia si concluse con una vittoria diplomatica e militare dell’Austria.
- Il confine tra Austria e Jugoslavia fu fissato lungo la linea stabilita dal plebiscito.
- La questione della minoranza slovena in Carinzia rimase una fonte di tensione per tutto il XX secolo, specialmente durante l’era jugoslava e anche dopo l’indipendenza della Slovenia nel 1991.
- Nel secondo dopoguerra, l’Austria fu tenuta a rispettare i diritti linguistici delle minoranze in base al Trattato di Stato austriaco (1955), ma le tensioni tra Vienna e Lubiana si riaccesero più volte nel dopoguerra.

## Forze in campo
- Austria: milizie locali carinziane, ex-soldati imperiali, volontari nazionalisti.
- Regno dei Serbi, Croati e Sloveni: forze regolari slovene, milizie locali, ufficiali ex austro-ungarici di etnia slovena.

## Cronologia
- Novembre 1918: ingresso delle truppe slovene in Carinzia.
- Dicembre 1918 – febbraio 1919: scontri limitati e occupazione slovena della valle del Drava.
- Primavera 1919: controffensiva austriaca.
- Giugno 1919: cessazione dei combattimenti attivi.
- Ottobre 1920: svolgimento del plebiscito.